# کاترپیلار دی۸
کاترپیلار دی۸ (انگلیسی: Caterpillar D8) بولدوزر نوع چرخ ممتد است، که طراحی و ساخت آن توسط شرکت آمریکایی کاترپیلار انجام می‌گیرد. بولدوزر دی۸ مجهز به یک تیغه بزرگ قابل جدا شدن در جلو و یک دستگاه وینچ در عقب می‌باشد. کاترپیلار نخستین بولدوزر دی۸ خود را در سال ۱۹۳۵ با توان ۱۳۲ اسب بخار، به بازار تجهیزات سنگین جهان عرضه کرد.